# José Semedo (football, 1985)
Pour les articles homonymes, voir José Semedo et Moreira.
José Semedo, de son nom complet José Vitor Moreira Semedo, est un footballeur portugais né le 11 janvier 1985 à Setúbal. Il évoluait au poste de Milieu défensif.

## Carrière
- 2004-2005 : Casa Pia  Portugal
- 2005-janv. 2006 : Sporting CP  Portugal
- janv. 2006-2006 : CD Feirense  Portugal
- 2006-2007 : Cagliari Calcio  Italie
- 2007-2011 : Charlton  Angleterre
- 2011- : Sheffield Wednesday  Angleterre[1],[2]